# شهرستان لوگان (نبراسکا)
شهرستان لوگان، نبراسکا (به انگلیسی: Logan County, Nebraska) یک سکونتگاه مسکونی در ایالات متحده آمریکا است که در نبراسکا واقع شده‌است.

## خصوصیات
شهرستان لوگان ۱٬۴۷۸٫۸۹ کیلومترمربع مساحت دارد.